# Carol Holloway
Carol Holloway, conosciuta anche come Carol Hallowy o Carol Hollaway (Williamstown, 30 aprile 1892 – Los Angeles, 3 gennaio 1979), è stata un'attrice statunitense; poco conosciuta nel ventunesimo secolo, fu una delle regine del cinema seriale muto.

## Filmografia
- A Son of His Father, regia di Joseph W. Smiley - cortometraggio (1913)
- The Windfall - cortometraggio (1914)
- A Strange Melody - cortometraggio (1914)
- Above the Law - cortometraggio (1914)
- The Root of Evil - cortometraggio (1914)
- The Wallflower, regia di Joseph Smiley - cortometraggio (1914)
- A Practical Demonstration - cortometraggio (1914)
- Till the Sands of the Desert Grow Cold, regia di Webster Cullison - cortometraggio (1914)
- Bags of Gold - cortometraggio (1915)
- A Gentleman of Leisure, regia di George Melford (1915)
- The Lure of the Mask, regia di Thomas Ricketts (1915)
- The Secretary of Frivolous Affairs, regia di Thomas Ricketts (1915)
- The Waifs
- The Fighting Trail, regia di William Duncan - serial (1917)
- Dead Shot Baker, regia di William Duncan (1917)
- The Tenderfoot, regia di William Duncan (1917)
- Vengeance - and the Woman, regia di William Duncan e Laurence Trimble - serial (1917)
- The Iron Test, regia di Robert N. Bradbury, Paul Hurst - serial (1918)
- Perils of Thunder Mountain, regia di Robert N. Bradbury, W.J. Burman - serial (1919)
- Lo sciocco (The Saphead), regia di Herbert Blaché (1920)
- Two Moons, regia di Edward J. Le Saint (1920)
- The Deceiver, regia di Jean Hersholt, Lewis H. Moomaw (1920)
- Dangerous Love, regia di Charles Bartlett (1920)
- A Good Bad Man (1920)
- Jim il minatore ('If Only' Jim), regia di Jacques Jaccard (1920)
- The Sea Lion, regia di Rowland V. Lee (1921)
- Trailin', regia di Lynn Reynolds (1921)
- The Greater Duty (1922)
- Up and Going, regia di Lynn Reynolds (1922)
- Rich Men's Wives, regia di Louis J. Gasnier (1922)
- Gossip, regia di King Baggot (1923)
- Cordelia the Magnificent, regia di George Archainbaud (1923)
- The Ramblin' Kid, regia di Edward Sedgwick (1923)
- Why Women Remarry, regia di John Gorman (1923)
- The Love Pirate, regia di Richard Thomas (1923)
- Lord Brummel (Beau Brummel), regia di Harry Beaumont (1924)
- The Rainbow Trail, regia di Lynn Reynolds (1925)
- The Night of Nights, regia di Lewis Milestone (1939)